# Harald Aurich
Harald Fritz Aurich (* 23. April 1932 in Zwickau; † 10. April 2005 in Halle (Saale)) war ein deutscher Biochemiker.

## Leben
Harald Fritz Aurich wurde am 23. April 1932 in Zwickau geboren. 1950 bezog er die Universität Leipzig zu einem Studium der Humanmedizin, das er 1956 mit der Promotion zum Doktor der Medizin abschloss. Nachdem ihn die Universität 1964 für Biochemie habilitiert hatte, wurde er biochemischer Dozent an der Fakultät für Mathematik und Naturwissenschaft. Zum Professor schließlich ernannte man ihn 1968. An die Universität Halle wechselte er als biochemischer Professor 1976, drei Jahre darauf ernannte sie ihn zu ihrem medizinischen Prorektor. Dies blieb Aurich bis 1982. Außerdem vertrat er seine Fakultät seit 1986 als Dekan, 1992 verließ er die Universität. Am 10. April 2005 verstarb Aurich in Halle.

## Auszeichnungen und Mitgliedschaften
1966 wurde er mit dem Rudolf-Virchow-Preis ausgezeichnet, ferner trug er die Karl-Lohmann-Medaille. Im Jahr 1983 wurde er in die Gelehrtenakademie Leopoldina gewählt.

## Werke
- Versuche zur UV-Induktion einer carnitinbedürftigen Mutante von Neurospora crassa Shear et B. O. Dodge (Dissertation, Leipzig 1956)
- Das Physiologisch-chemische Institut in Leipzig: Seine Geschichte und deren dessen Forschungsergebnisse von 1947–1962 (Leipzig 1962; mit Wolfgang Rotzsch)
- Über die biologische Funktion unspezifischer Aminosäureoxydasen im N-Stoffwechsel des Ascomyceten Neurospora (Habilitationsschrift, Leipzig 1964)
- Allgemeine Mikrobiologie (Jena 1979; mit Heinz Weide)
- Die Oxydation aliphatischer Kohlenwasserstoffe durch Bakterien (Berlin 1979)
- Chemistry and biochemistry of proteins: with 114 tables (Stuttgart 1998; mit Jürgen Lasch)